# Municipio de Morgan (condado de Decatur)
El municipio de Morgan (en inglés: Morgan Township) es un municipio ubicado en el condado de Decatur en el estado estadounidense de Iowa. En el año 2010 tenía una población de 100 habitantes y una densidad poblacional de 1,56 personas por km².

## Geografía
El municipio de Morgan se encuentra ubicado en las coordenadas 40°36′32″N 93°36′52″O / 40.60889, -93.61444. Según la Oficina del Censo de los Estados Unidos, el municipio tiene una superficie total de 63.98 km², de la cual 63,98 km² corresponden a tierra firme y (0 %) 0 km² es agua.

## Demografía
Según el censo de 2010, había 100 personas residiendo en el municipio de Morgan. La densidad de población era de 1,56 hab./km². De los 100 habitantes, el municipio de Morgan estaba compuesto por el 100 % blancos. Del total de la población el 0 % eran hispanos o latinos de cualquier raza.